# Sławomir Mrożek

„Sem Marx, sem Engels, sem nagy folytatóik nem írnak a zsiráfról. Ez azt jelenti, hogy nincs zsiráf.”

– Sławomir Mrożek

Sławomir Piotr Paweł Mrożek (Borzęcin, 1930. június 29. – Nizza, 2013. augusztus 15.) lengyel drámaíró, író. Pályafutását újságíróként kezdte, és később kezdett el drámákat írni. Első drámája a Rendőrség (1958). 1963-ban elhagyta hazáját, és több európai országot végigjárva Franciaországban telepedett le. Legismertebb drámája a Tangó (1964).

## Élete
A Krakkó közeli Borzęcinben született. Édesapja, Antoni Mrożek, postamester, édesanyja Zofia Kędzior volt.
Sławomir hagyományos katolikus neveltetésben részesült, ám darabjaiban a vallási témák nem kerültek előtérbe. Írói fejlődésében fontosabb szerepet játszottak a háborús évek, Lengyelország német megszállása, a háború után a Lengyel Népköztársaság létrejötte, a sztálini elnyomás, amely kiábrándult fiatalemberek egész nemzedékét szülte. 1949-ben építészetet kezdett tanulni. Három hónap után felhagyott tanulmányaival, és festőművészetet tanult, de ezzel megintcsak felhagyott, állítása szerint azért, mert „unatkozott”, és a Dziennik Polski c. laphoz szegődött. Rövid ideig a krakkói Jagelló Egyetemen keleti filozófiát hallgatott, hogy elkerülje a besorozást. 
1952-ben beköltözött a kormány által működtetett Írók Házába (amely a ZLP főhadiszállás volt). 1953-ban egyike volt a számos ZLP-tagnak (Lengyel Írók Szövetsége – Związek Literatów Polskich), akik aláírták a ZLP nyílt levelét a hatóságoknak, amelyben támogatták a titkosrendőrség (MBP) által bebörtönzött lengyel vallási vezetők meghurcolását. Részt vett a krakkói katolikus papok rágalmazásában, hármukat 1953-ban halálra ítélt a kommunista kormány, hazaárulás alaptalan vádjával. Mrożek egész oldalas cikket írt, amelyben az ítéletet támogatta, Főbűnök és egyebek címmel (Zbrodnia główna i inne). A halálos ítéleteket végül nem hajtották végre, de az egyik elítélt pap, Józef Fudali a börtönben homályos körülmények közt meghalt. 
1956-ban elutazott a Szovjetunióba, 1957-ben pedig két hónapot töltött Franciaországban. Szatirikus rajzai hamarosan lengyel lapokban jelentek meg, 1958-ban pedig már a Postepowiec c. lapot szerkesztette. 1959-ben feleségül vette Maria Orembát.
Ebben az időszakban ifjúsági és kabarészínházak nyíltak szerte Lengyelországban. A leghíresebb drámaírók Mrożek és Tadeusz Różewicz voltak: új ötleteket vittek a lengyel színjátszásba. Témáikat többnyire az abszurdum repertoárjából merítették. A rendszer szabadszelleműsége nem tartott sokáig: komoly sztrájkok, éhséglázadások, valamint a szovjet uralom elleni lázongás után Władysław Gomułka átvette a hatalmat, és korlátozott sztálinizmust vezetett be az országban. 1957-ben bezárták a Po prostu c. lapot és feloszlatták a munkástanácsokat.
Beutazta Angliát, Franciaországot, Olaszországot, Jugoszláviát. Karikaturistaként nagy népszerűségnek örvendett, darabjait pedig New Yorkban, Londonban és Párizsban is játszották. Mrożek 1963-ban hagyta ott Lengyelországot. Feleségével 1968-ig Olaszországban élt. Hitvese 1969-ben rákban meghalt, Nyugat-Berlinben, Az író ezután Párizsba költözött.
Miután elítélte hazája részvételét Csehszlovákia 1968-as megszállásában a Le Monde hasábjain, azonnal hazaszólították. Mrożek azonban elfogadta hontalan státuszát, kívülállóságát, és Párizsban maradt. A lengyel hatóságok válaszul egy időre letiltották darabjait és írásait, könyveit pedig eltávolították a könyvtári polcokról. A hetvenes évek elején az Amerikai Egyesült Államokba utazott, majd Dél-Amerikába. 1978-ban megkapta a francia állampolgárságot. Saját tapasztalatait írta meg az Emigránsok (Emigranci, 1974) c. drámájában, melyben két teljesen különböző személyiségű kelet-európai menekült, miután már minden odalett, elveszíti személyes álmait is.
Amikor Wojciech Jaruzelski 1981-ben kihirdeti a szükségállapotot, és letartóztatja a Szolidaritás mozgalom vezetőit, Mrożek a Le Monde hasábjain tiltakozik: megtiltotta darabjainak előadását és írásainak közlését. Ennek ellenére darabjait továbbra is játszották, noha a hatóságok betiltották az Ambassadort, aminek világpremierjére Varsóban került sor, mindössze két héttel a szükségállapot bevezetése előtt. 1983-ban, számos írótársával együtt, többek közt Czesław Miłosz-sal és Leszek Kołakowskival tiltakozott a Lengyel Írószövetség feloszlatása ellen.
1987-ben Mrożek feleségül vette a mexikói színházi rendezőnőt, Orario Rosast. Megkapta a Franz Kafka-díjat. 1989-ben Mrożekék Mexikóba költöztek, és letelepedtek a „La Epifania” nevű ranchon. Itt írta meg a Hazatérésem naplója (Dziennik powrotu) első részét, Mexikó címmel. A naplót hazatérése után, már Lengyelországban fejezte be.
1990-ben Krakkóban az író tiszteletére fesztivált rendeztek.
1997-ben feleségével, Orario Rosasszal a városba költöztek. A kilencvenes évek végén rajzai és rovatai jelentek meg a legnagyobb lengyel napilapban, a Gazeta Wyborczában. 2000-ben részt vett a Budapesti Nemzetközi Könyvfesztiválon, ahol megkapta a Budapest Nagydíjat. 2002-ben agyvérzést kapott, ennek nyomán beszédzavar (afázia) lépett föl nála. Orvosi javaslatra, terápiás célból új könyv írásába fogott – ebből született önéletrajza (Baltazár). 2003-ban megkapta a legmagasabb francia kitüntetés, a Francia Köztársaság Becsületrendjének lovagi fokozatát.

## Munkássága
Mrożek akkor szembesült drámaírói tehetségével, amikor egy műsort írt Joy in Earnest címmel Bim-Bom ifjúsági színház számára. Első darabja, az 1958-ban írt Rendőrség (Policja), egy ragyogóan hatékony rendőrségről szól, mely elnyom minden fajta engedetlenséget a kormánnyal szemben. Azonban kénytelenek látszólagos politikai eltévelyedőket kreálni, hogy fenntarthassák a rendszer működését.
Nemzetközi hírnevét korai novelláskötetei alapozták meg. Első szatirikus elbeszélései 1950-ben jelentek meg, első kötete 1953-ban. Az 1957-es Az elefánt (Słon, 1957), melynek témái nem kötődtek erőteljesen a lengyel valósághoz, bestsellerré váltak, és a szerző megkapta értük a Przeglad kulturanly c. irodalmi szemle rangos elismerését.
Ezt a Wesele w Atomicach (1959) és a Deszcz (1962) követték.
Szatirikus novellái a lengyel viselkedésmódot, mentalitást figurázzák ki, görbe tükröt mutatnak a romantikus hősiességnek és a fellengzősségnek, vagy a kommunista rendszer visszásságainak, de a célkeresztben valójában az ember viselkedése, ostobasága áll. Az Elefántban Mrożek az oktató meséket figurázza ki. Az állatkert igazgatója csökkenteni akarja a működési költségeket, ezért elrendeli, hogy a valódi elefánt helyére tegyenek egy gumielefántot. Sajnálatos módon gázzal töltik fel az alkalmazottak… másnap gyermekek látogatnak az állatkertbe az iskolából. A tanár épp magyaráz: „Egy felnőtt elefánt súlya négy- és hatezer kiló között mozog.” Ekkor egy könnyű szellő felkapja az elefántot, és az elvitorlázik. Mi ennek a következménye? „Azok a diákok pedig, akik akkor ott voltak az állatkertben, nem törődtek többé a tanulással; fittyet hánytak a tudománynak, s huligánok lettek. Állítólag vodkát vedeltek, s ablaküvegeket vernek be. S egyáltalán nem hisznek az elefántban.” (Kerényi Grácia fordítása).
Nyugaton hírnevét öregbítette Martin Esslin könyve, a The Theatre of the Absurd („Az abszurd színháza”), amely az 1960-as évek elején jelent meg. Az úttörő mű Mrożeket a következő évtized abszurd írójaként emlegette. Az író azonban azt állította, műveit nem lehet beskatulyázni ebbe a kategóriába. Esslin „az abszurd színháza” kifejezéssel az európai, nem naturalisztikus drámaírók csoportját jelölte, kiknek műveiben az élet különös, értelmetlen, minden biztos pontot nélkülöz, és céltalan alakot ölt. Esslin szerint a vallásos hit hanyatlása megfosztotta az embert a bizonyosság érzetétől. „Mikor már többé nem lehetséges olyan teljes és zárt rendszereket elfogadni, amelyek az értékeket és az isteni cél kinyilatkoztatását foglalják magukba, az életnek az alapvetően sötét valóságával kell szembesülnünk” – írja Esslin (The Theatre of the Absurd, 1961, harmadik kiadás, 1980).
A Rendőrség c. darabját, Mrożek első nagyobb hangvételű és elismerést kiváltó művét, az Egyesült Államokban a televízióban is bemutatták, és a New York-i Phoenix Theaterben is játszották 1961-ben. A Na pełnym morzu (A nyílt tengeren, 1961), a Karol (Károly, 1961) és a Strip-tease (1961) mind egyfelvonásos darabok.
Már a korai drámáiban is elkerülte a nyílt politikai és történelmi célzásokat, de az Orwelléhez hasonló bíráló hozzáállása a modern kori totalitárius rendszerekhez nem kerülte el a közönség figyelmét – a cenzorokét sem. Hazája történelmére utalva mondta egyszer: „A szörny bezárva tartott, és el is bűvölt egyszerre”.
Első egész estét betöltő háromfelvonásos drámája, a Tangó alighanem a leghíresebb munkája. Először Belgrádban adták elő, a Jugoslovensko Dramsko Pozoriskében, 1965. április 21-én. Lengyelországban a Teatr Wspolozesnyben adták elő, Erwin Axer rendezésében. Tom Stoppard Mrożek drámájából készült adaptációját először a Royal Shakespeare Companyben adták elő 1966-ban. Stoppard egy lengyel anyanyelvű segítőjével átdolgozta a mű irodalmi fordítását. Az első New York-i előadásra a Pocket Theater-ben került sor, 1969-ben. Bizonyos szempontból a Tangó a nemzedékek közötti konfliktusról szól, de alapvetően azt a folyamatot mutatja be, ahogy a fiatalkori idealizmus a hatalomért folyó lelkiismeretlen küzdelemmé aljasul és kikövezi az utat a zsarnokság előtt. Martin Esslin vitatta, hogy a varsói közönség a művet a sztálinizmus keserű és kaján kritikájának látta volna. „Olyan rendszert fogok létrehozni, amelyben a lázadás a renddel párosul, a nemlét a léttel” – mondja Artur, a fiatal idealista. „Meg fogok haladni minden ellentmondást.” Eddie, miután meggyilkolta Arturt, azt mondja: „Helyesen gondolkodott, de túl izgága volt”. A történet végén Eugene nagybácsi, az idősebb generáció, és Eddie, a megalkuvás megtestesítője, együtt járják táncukat, a népszerű tangót, a La Cumparsitát, az ősi hagyományok maradványai fölött. „Megvan az érzés, Artur fiam, hogy már senkinek sincs rám szüksége” – mondja Eugene.
Milosc na Krymie c. könyve („Krími szerelem”, 1993) az orosz birodalom összeomlását helyezi a cselekmény középpontjába. A szerző e könyvét franciául írta egy francia drámaíróknak szóló pályázatra. Elismerésül, mert színpadra állította a művet a párizsi Théâtre de la Colline-ban, megkapta a Crédit Industriel et Commercial Paris Théâtre díjat. Az 1998-as Piekni widok két európai turistáról szól, akiknek elrontja vakációját a balkáni háború.

## Művei
- 1957 – Słoń (magyarul „Az elefánt”, novellák)
- 1958 – Policja (Rendőrség)
- 1964 – Tango (Tangó)
- 1965 – Ucieczka na Południe (Menekülés Délre)
- 1974 – Emigranci (Emigránsok)
- 1980 – Pieszo (magyarul: Gyalogszerrel, 1983)
- 1981 – Opowiadania (elbeszélések)
- 1981 – Małe listy ("Kis levelek", próza)
- 1987 – Portret (magyarul „Portré”)
- 1993 – Miłość na Krymie (magyarul „Krími szerelem”)

## Magyarul

### 1989-ig
- A zsiráf. Elbeszélések és jelenetek; vál., ford. Kerényi Grácia; Európa, Bp., 1963 (Modern könyvtár)
- Tangó. Dráma; ford. Kerényi Grácia; Színháztudományi Intézet, Bp., 1964 (Világszínház)
- Bűbájos éj; Népművelési Intézet, Bp., 1964 (Színjátszók kiskönyvtára)
- Az Ugupu madár, ford. Gimes Romána; A remény, ford. Gimes Romána; A hűséges juhászkutya, ford. Kerényi Grácia; in: Mai lengyel elbeszélők; vál., utószó, jegyz. Kerényi Grácia; Európa, Bp., 1965 (Dekameron sorozat)
- Mulatság. Színművek; ford. Elbert János, Kerényi Grácia, utószó Elbert János; Európa, Bp., 1965 (Modern könyvtár)
- Tangó. Dráma. Színészpéldány; ford. Kerényi Grácia, rend. Paál István, színész Pákozdy János; Verseghy Ferenc Megyei Könyvtár, Szolnok, 1978 (A Szolnoki Szigligeti Színház műsora)
- Zuhanás közben. Elbeszélések; ford. Fejér Irén et al.; Európa, Bp., 1978 (Európa zsebkönyvek)
- Drámák; vál., szerk. Osztovits Levente, ford. Balogh Géza et al.; Európa, Bp., 1980
- Menekülés Délre; ford. Kerényi Grácia, ill. a szerző; Móra, Bp., 1981
- Zuhanás közben; ford. Murányi Beatrix, tervezte, ill. Németh Ilona; Magyar Iparművészeti Főiskola, Bp., 1986
- Levélkék; ford. Murányi Beatrix, Gimes Romána, ill. a szerző; Európa, Bp., 1988

### 1990 után
- Örvendetes esemény; ford. Balogh Géza; in: Színház, 1990/aug.
- Slawomir Mrozek–Török Gábor: Zuhanás közben. Abszurd sci-fi színpadra elképzelve; ford. Murányi Beatrix; inː Lépések. Egyfelvonásosok; szerk. Márai Botond; Múzsák Közművelődési Kiadó, Bp., 1990 (Színjátszók kiskönyvtára)
- Leckék a legújabb kori történelemből; vál., ford. Pálfalvi Lajos; Pesti Szalon, Bp., 1992
- Szerelem a Krímben. Tragikus komédia három felvonásban; ford. Gimes Romána; in: Színház, 1995/márc.
- Ketchup; ford. Szenyán Erzsébet et al.; Pesti Szalon, Bp., 1996
- Drámák; ford. Balogh Géza et al., vál., szerk. Pálfalvi Lajos; Európa, Bp., 2000
- Lolo és más történetek; ford. Fejér Irén, Gimes Romána, Murányi Beatrix; Európa, Bp., 2001
- Ismeretlen barátom és más történetek; ford. Bojtár Endre, Murányi Beatrix, Pálfalvi Lajos; Európa, Bp., 2001
- A zsiráf és más történetek; ford. Kerényi Grácia, Murányi Beatrix, Pálfalvi Lajos; Európa, Bp., 2001
- A hasonmás és más történetek; ford. Fejér Irén et al.; Európa, Bp., 2001
- A túlvilág titkai és más történetek; ford. Bojtár B. Endre et al.; Európa, Bp., 2002
- A perverz és más történetek; ford. Gimes Romána et al.; Európa, Bp., 2002
- Ilja próféta. Mai lengyel drámák; vál., utószó, jegyz. Pászt Patrícia, ford. Bába Krisztina, Kálmán Judit, Pászt Patrícia, szerk. Pálfalvi Lajos; Európa, Bp., 2003
  - Sławomir Mrożek: Özvegyek
  - Ingmar Villqist: Helver éjszakája
  - Janusz Głowacki: Antigoné New Yorkban
  - Bogusław Schaeffer: Kacsa
  - Tadeusz Słobodzianek: Ilja próféta
- Hazatérésem naplója; ford. Murányi Beatrix; Európa, Bp., 2004
- Baltazár. Önéletrajz; ford. Mihályi Zsuzsa, előszó Antoni Libera; Európa, Bp., 2007
- Drámák (1980) (benne:)
  - Rendőrség (ford.: Kerényi Grácia)
  - A nyílt tengeren (ford.: Kerényi Grácia)
  - Károly, Tangó (ford.: Kerényi Grácia)
  - Próféták (ford.: Kerényi Grácia)
  - Piotr Ohey mártíromsága (ford.: Elbert János)
  - Mészárszék (ford.: Pályi András)
  - Emigránsok (ford.: Balogh Géza)